# Cangaceiro (singolo)
Cangaceiro è un brano della rockband italiana Litfiba. È il primo singolo estratto, nel 1989, dall'album live Pirata.
La versione registrata in studio di Cangaceiro, qui presentata per la prima volta, rimase inedita su album fino al 1992, quando venne inclusa nella raccolta Sogno ribelle, e su questa è stato girato il videoclip.
Questo brano fu eseguito dalla band fiorentina in chiusura dei suoi concerti tra fine anni '80 e primi anni '90. Il titolo si riferisce ai ribelli della regione del sertão, in Brasile, protagonisti tra la fine del XIX secolo e l'inizio del XX secolo del movimento sociale del cangaço.

## Tracce
Lato A
- Cangaceiro (versione studio) - 5:01

Lato B
- Paname - 4:57
- Cangaceiro (Live) - 4:40

## Formazione
- Piero Pelù - voce
- Ghigo Renzulli - chitarre
- Gianni Maroccolo - basso
- Antonio Aiazzi - tastiere
- Ringo de Palma - batteria
- Candelo Cabezas - percussioni in entrambe le versioni di Cangaceiro

### Ospiti
Francesco Magnelli - tastiere aggiuntive in Cangaceiro.

## Lato B
I brani inclusi nel lato B del singolo furono rispettivamente Paname e la versione live della stessa Cangaceiro, rispettivamente tratte dall'album in studio Litfiba 3 e dall'album live Pirata.